# Cleaves-Gletscher
Der Cleaves-Gletscher ist ein Gletscher in der antarktischen Ross Dependency. In der Holland Range fließt er vom Mount Reid in nordwestlicher Richtung und mündet in die Ostseite des Robb-Gletschers. 
Das Advisory Committee on Antarctic Names benannte ihn 1966 nach Harold C. Cleaves, Kapitän der USNS Private Joseph F. Merrell während der Operation Deep Freeze von 1964 bis 1965.